# 宇和野貴史
宇和野 貴史（うわの たかし、1976年10月3日 - ）は、北海道札幌市出身の元プロレスラー。リキプロ所属。身長184cm、体重102kg。

## 来歴
札幌南高校時代は柔道部に所属して、全国大会ベスト8の成績を残す。
大学推薦の道を断って上京し、新日本プロレスの入門テストを受けるが不合格。IWAジャパンに入門し、1998年11月29日に対新岩大樹戦でデビューを果たした。IWA在籍時にはIWA世界タッグ王座を獲得するなど活躍したが、マイナー団体のため生活には困窮しアルバイトをしながらプロレスラーを続けた。プロレスに見切りをつけ引退も考えていた時にWJプロレスの選手募集告知を知り、長州力に師事しようと決意し2002年10月にWJに移籍した。WJ崩壊後はリキプロへと移籍。後年は新日本プロレス前座戦線のレギュラー選手となり、2006年1月4日の東京ドーム大会にも出場（第4試合12人タッグ）。同年5月27日には内藤哲也のデビュー戦の対戦相手となっている。
2008年2月に引退を発表。理由について「この業界に入って、今年で10年ぐらいになります。半年ぐらい前からなんですけど、『この先、プロレスを続けて行けるか』という自分自身の中での悩みがありまして、モヤモヤした気持ちを引きずりながらやっていたんですけど、今年に入って『やって行ける』という気持ちに限界を感じまして、引退を決意しました。」と語った。
同年2月29日、大阪・松下IMPホールで開催されたLOCK UPで引退。第1試合で同じリキプロで苦楽を共にした後輩の和田城功と引退試合を行い、得意のジャーマンスープレックスホールドで勝利した。プロレスラーとして1番の思い出を聞かれ、「一言、リキプロの練習は本当に地獄だったと。地獄のような苦しい日々を送ってきた。でもそれが今になって思えば自分にとって凄く貴重な経験になっていますし、そんな厳しい稽古をつけてくれた長州さん、石井さん、保永さんに感謝したいと思います。」と答えている。
2017年11月4日、BRAVES・高島平区民館ホール大会にて限定復帰。

## 得意技
ジャーマン・スープレックス
ドロップキック
エクスプロイダー
STU
大外刈りが得意だった宇和野が開発した技。小川直也のSTOと名前が被ったのは偶然で、「札幌市・豊平区・宇和野」の略。

## タイトル歴
- IWA世界タッグ王座：第8代（パートナーは松田慶三）